# Amt Heiligenrode
Das Amt Heiligenrode war ein historisches Verwaltungsgebiet des Fürstentums Calenberg im Herzogtum Braunschweig-Lüneburg.

## Geschichte
Das Klosteramt Heiligenrode geht auf das gleichnamige Kloster der Benediktinerinnen zurück, das 1570 der Reformation zugeführt und in ein Damenstift umgewandelt wurde, 1634 wurden die Klostergüter von Herzog Friedrich Ulrich eingezogen. Nach dem Abbruch der Verwaltungsbauten (1802) blieb die Stelle des Klosteramtmanns unbesetzt. 1813 wurde die Verwaltung dem Amt Syke übertragen.